# Gau Nudzici

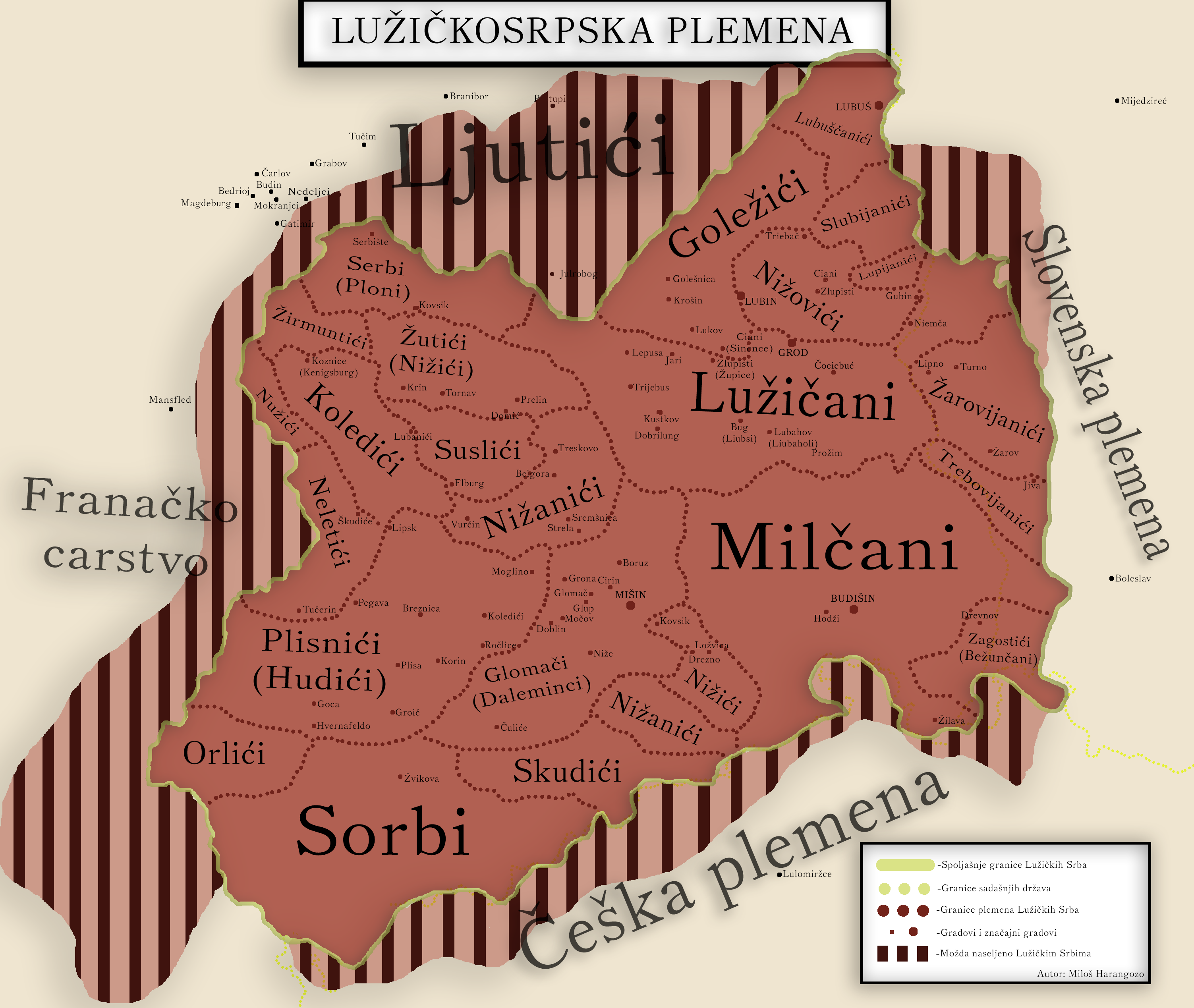
Nudzici in den sorbischen Stämmen

Der Gau Nudzici, auch Gau Nudzizi, wurde nach seinem gleichlautenden Hauptort Neutz bei Wettin benannt und erstreckte sich am Ostufer der Saale von Bernburg an der Mündung der Fuhne bis zur Mündung der Götsche bei Halle an der Saale.

## Umfang

### Beschreibung
Der Gau Nudzici wird durch eine in Ohrdruf ausgestellte Urkunde von Otto I. von 961 erstmals umrissen, wobei sechs Burgbezirke erwähnt werden: Vitin (Wettin), Liubuhun (Löbejün), Sputinesburg (Rothenburg), Loponoh (Laublingen), Trebonici (Trebnitz) und Brandanburg (Bernburg).

### Grenzen
Seine Grenzen wurden im Westen durch die Saale, im Norden durch die Fuhne bis Plötz und im Osten und Süden durch die Götsche gebildet. Die Nordwestgrenze des Gaues verlief damals an einem Saalearm, der sich mittlerweile zu den Altarmen der Kuhfurt und des Strengebaches entwickelt hat, so dass Kustrena, Beesedau, Poplitz und Mukrena auf linkssaalischem Gebiete lagen und zum Nordschwabengau gerechnet wurden. Die Ostgrenze des Gaues bildete eine Linie von Plötz an der Fuhne bis zum Petersberg und an dessen östlichem Fuß an der Götsche entlang bis zu deren Mündung in die Saale.

## Geschichte
Die uns heute bekannte ostfränkische Gaueinteilung in dieser Region östlich der Saale wurde durch die Eroberung des ursprünglich slawischen Landes durch König Heinrich I. ab 927 ermöglicht und ist durch dessen Sohn und Nachfolger Otto I. für 961 erstmals urkundlich belegt.

### Markgrafschaft
Ab 937 gehörte das Gebiet zu der nur ein Jahr nach Ottos Regierungsantritt eingerichteten Geromark. Nach dem Tod des Markgrafen Gero 965 wurde diese in fünf Marken geteilt. Das Gebiet des Gaues Nudzici kam zur Mark Lausitz (Mark Lusici), mit welcher fortan dessen Geschichte bis zum Ende der Gauzeit eng verknüpft war. Die Markgrafen dieser Zeit waren:
- Hodo I. (965–993)
- Gero (Lausitz) (993–1015) → ab 1002 nur im westlichsten Teil
- Thietmar (1015–1030) → ab 1015 nur im westlichsten Teil
- Hodo II. (1030–1032) → bis 1031 nur im westlichsten Teil
- Boleslaw I. von Polen (1002–1025)
- Mieszko II. von Polen (1025–1031)
- Dietrich I. (1032–1034)
- Ekkehard (1034–1046)
- Dedo I. (1046–1069)
- Dedo II. (1069–1069)
- Dedo I. (1069–1075)→ erneut
- Vratislav II. von Böhmen (1076–1081)

### Dupzk (Salfurt)
Die Saale mäanderte in der Frühgeschichte im Unterlauf wegen des geringen Gefälles, so dass sie damals durch den heutigen Altarm der Röße am Fuße des seit 782 nachweislich fränkisch besiedelten Waldauer Berges verlief. Hierdurch lag das Gebiet der heutigen Bernburger Berg- und Talstadt östlich der Saale im damals slawischen Territorium. Siedlung und Burg wurden wegen des starken Eichenbestandes in dem Bereich Dupzk genannt. Die slawische Burg mit dem fränkischen Namen Salfurt hat vermutlich aus Eichenstämmen bestanden. Nach dem Zerfall des spätkarolingischen Reiches 888 kam das sorbische Gebiet, wozu auch der spätere Gau Nudzici mit Dupzk gehörte, von 890 an bis mindestens 897 und spätestens 907 zum Mährerreich. In dieser Zeit existierte im Schutz der Burg ein sorbisch-orthodoxes Kloster, welches durch die Massenvertreibung orthodoxer Priester und Mönche aus dem Mährischen Kernraum 885 entstanden war. Erster Abt war Kliment von Dupzk (837–909). Unter seinem Nachfolger Ioannis von Dupzk wurden am 10. Mai 927 Burg und Kloster Dupzk durch Truppen des Grafen und Heerführers Thietmar zerstört und alle erwachsenen Bewohner getötet.

## Burgwardhauptorte 961

### Brandanburg (Bernburg)
Der Ort der 927 abgebrannten Burg erhielt in der Folgezeit den Namen „Brandanburg“ nach dem germanischen branda („Brand“). Im Gegensatz zu Brandenburg an der Havel ist bei Bernburg die Herkunft nochmals durch das niederdeutsche bernen („brennen“) abgesichert. Das niederdeutsche Elbostfälische war bis in den Bernburger Raum verbreitet. Auch bei anderen wichtigen Burgorten der Umgebung wie in Spiutni (Rothenburg) oder Budizko (Grimschleben) ging mit der fränkischen Eroberung ein schneller Namenswechsel auf ein fränkisches Toponym einher. Die zerstörte Burg muss relativ rasch wieder aufgebaut worden sein, weil sie bereits 961 als „Civitas Brandanburg“ bezeichnet werden konnte.

### Loponoh (Laublingen)
Laublingen (das heutige Beesenlaublingen) wurde ebenfalls am 29. Juli 961 als Burgbezirk („civitas Loponoh“) im Gau Nudzici durch König Otto I. erstmals erwähnt. 964 führte eine Urkunde der Herren von Beesen die Orte Beesen, Poplitz und Mukrena auf. Diese Region gehörte nach 1100 zur Grafschaft Alsleben. Im 12. Jahrhundert ging die Grafschaft nach dem Sachsenspiegel an den Burggrafen Crouzke (von Krosigk).

### Tribunice/Trebonizi (Trebnitz)
Trebnitz findet bereits als Dorfmark („villae Tribunice“) im Untergau Zitice („in pago lingua Sclavorum Zitice“) in einer Schenkungsurkunde Ottos I. vom 4. Mai 945 an den Markgrafen Gero Erwähnung. Zitici kommt vom slawischen Wort zitci („Kornspeicher“). Ein Untergau entsprach mindestens einer fränkischen Hundertschaft mit hundert waffenfähigen Männern. Durch Gero wurde der Ort offenbar sehr schnell zum Burgward ausgebaut, denn in der Urkunde vom 29. Juli 961 findet sich bereits eine „civitas Trebonizi“. Zu diesem Zeitpunkt wurde als Gauzugehörigkeit Nudzici erwähnt. Die Region kam nach 1100 an die Grafschaft Alsleben.

### Spiutni/Zputinesburg (Rothenburg)
Auch im heutigen Rothenburg existierte ein Saaleübergang (vermutlich in Höhe der jetzigen Rothenburger Fähre), welcher im Vergleich zur „eisernen Furt“ bei Dupzk (Salfurt, dem heutigen Bernburg) aber nur eine lokale Bedeutung besaß. Da die Saale ab dem Ende des 8. Jahrhunderts eher eine trennende als eine verbindende Funktion besaß, legten die Slawen etwa zu dieser Zeit oder spätestens im 9. Jahrhundert hier eine Wallburg zur Sicherung dieses Überganges an. Schon 922 wurde die Zputinesburg als eine königliche bezeichnet. Wann genau sie in den Besitz der Liudolfinger überging, ist nicht belegt. Die Alte Burg des Erwin von Merseburg fiel im Vergleich dazu bereits 906 durch Heirat in damals noch herzogliche Hände. Die Königswahl Heinrichs I. erfolgte 919. Auch dieser Burgward des Gaues Nudzici wurde als civitas Sputinesburch durch den Liudolfinger Otto I. am 29. Juli 961 dem Magdeburger Moritzkloster übertragen. Aus dem 11. Jahrhundert ist die wohl noch rein sorbische Form Spiutni belegt. Um 1075 wurde dieses dann kirchliche Machtzentrum beim Aufstand der Sachsen gegen König Heinrich IV. zerstört. Die neu aufgebaute Burg erhielt nach dem roten Erdreich des Berges den rein deutschen Namen Rothenburg, den sie bis heute behalten hat. Um die Rothenburg lagen viele seit dem späten Mittelalter wüst gefallene Siedlungen wie Widenheim, Hohndorf, Barnena, Katzene und Garwesel, von denen keine Überreste mehr vorhanden sind.

### Vitin (Wettin)
In der unweit des ehemaligen Zentralortes Neutz gelegenen Wallburg Wettin wird auch die ehemalige zentrale Fluchtburg des Gaues bereits ab dem 7. Jahrhundert vermutet. Sie wurde durch die fränkischen Aktivitäten auf der Westseite der Saale entweder ab 753/54 oder ab 782/806 zum Schutz des lokalen Saaleüberganges befestigt und erhielt den sorbischen Namen Vitin vom sorbischen Vit („Willkommen“). Hier befand sich das offizielle Eintrittstor des Gaues Nudzici. Auch diese ehemalige sorbische Burg und deren Siedlung fanden am 29. Juli 961 als einer der mindestens sechs ostfränkischen Burgwardhauptorte (Civitas) des Gaues Nudzici Erwähnung, welche Otto I. dem Magdeburger Moritzkloster überschrieb. Beide gingen 985 in den Besitz des Grafen Dedo I. von Wettin über.

### Liubuhun (Löbejün)
Auch in Löbejün ist ein altsorbischer Burgwall belegt, der vermutlich die wichtige Petersberg-Region schützen sollte. Liubu(c)hun stammt von altsorbisch L`ubochyni
ab und bedeutet so viel wie Ort des L`uboch, der vermutlich Lokator der Siedlung war. Wie alle anderen nachgenutzten ehedem slawischen Burgwälle des Gaues Nudzici wurde auch dieser in die spätfränkische Burgwardorganisation der Liudolfinger einbezogen und am 29. Juli 961 dem Moritzkloster Magdeburg übertragen.

## Weitere Orte

### Coniri (Könnern)
Könnern wurde vermutlich um 700 von den Sorben gegründet und später zur Sicherung der Grenze und der Handelswege ausgebaut. Auch dieser Ort wurde den Magdeburger Klerikern übertragen. 1004 oder 1007 ging er durch den letzten Liudolfinger Heinrich II. an das 968 gegründete Erzstift Magdeburg. 1079 und 1102 wurde Könnern als Conre bezeichnet. Konre geht vermutlich auf die Grundform Końary (zu altsorbisch końaŕ = Pferdehalter) zurück.

### Nebili (Nelben)
Das als sorbisches Fischerdorf gegründete Nelben lag im 7. Jahrhundert zu beiden Seiten der Saale und wurde 874 erstmals als Nebili erwähnt. Etwa um 920 wurde bei den Kämpfen um die Wallburg Spiutni (die spätere Rothenburg) der ostsaalische Teil des Ortes zerstört und nicht wieder aufgebaut. Im westsaalischen Teil von Nelben existierte eine der wenigen sorbisch-orthodoxen Kirchen westlich der Saale. Sie befand sich möglicherweise am Ort der heutigen kleinen romanischen Dorfkirche, deren Decke ein kieloben liegendes Boot symbolisiert und damit auf die Ursprünge des Ortes als sorbisches Fischerdorf hinweist.

### Treibitz (Trebitz)
Das erst 1370 ersterwähnte Trebitz wurde als Sorbensiedlung im Sumpf- und Waldgelände der Fuhne-Niederung wahrscheinlich schon im 9. Jahrhundert angelegt. Der ursprünglich sorbische Name bedeutet Rodewald.

### Bobicz (Bebitz)
Die Gegend um Bebitz im Fuhne-Saale-Sumpfgebiet gehörte bereits seit der Zeit Ottos des Großen (gestorben 973) zum Erzstift Magdeburg (gegründet 968). Die kleine, damals unbedeutende Sorbensiedlung wurde erst 1370 und um 1400 als Bobezz und Bobicz erwähnt, bestand aber vermutlich bereits im 8. Jahrhundert.